# Mario Cardullo
Pour les articles homonymes, voir Cardullo.
Mario Cardullo est un inventeur, il a déposé le premier brevet pour une balise d'identification radio passive, ancêtre du système RFID. Il est né en 1957, diplômé de l'École Tandon d'ingénierie de l'Université de New York,,,,,,,,,,,,,,.